# Selección de fútbol de las Antillas Neerlandesas
La selección de fútbol de las Antillas Neerlandesas fue el equipo representante de este conjunto de islas en el Caribe, controlada por la Federación de Fútbol de las Antillas Neerlandesas.
La selección de fútbol de Curazao asumió el puesto de las Antillas Neerlandesas dentro de la FIFA y su historial en marzo de 2011.

## Historia

### Formación
Esta selección apareció por primera vez en la edición de 1948 de la Copa CCCF, luego de la reforma política realizada por los Países Bajos en sus colonias caribeñas. La NAVU (Nederlands Antilliaanse Voetbal Unie, fundada en 1921) estaba compuesta originalmente por representantes de las islas de Aruba y Curazao, integrando posteriormente a Bonaire, siendo la selección de fútbol de Curazao la única que disputó partidos oficiales previo a esa fecha.

### Logros en los años 1950 y 1960
Sin llegar a ser un equipo importante en el área, Antillas Neerlandesas logró cierto protagonismo en la década del '50 al clasificarse a los Juegos Olímpicos de Helsinki 1952, siendo la primera selección del Caribe en participar en un torneo olímpico de fútbol y la única, junto con Cuba, en compartir ese honor. También se distinguió en la extinta Copa CCCF al alcanzar el subcampeonato en 1960, en los Juegos Panamericanos de Ciudad de México 1955 donde conquistó la medalla de bronce y sobre todo en los Juegos Centroamericanos y del Caribe donde llegó a ganar la medalla de oro en dos oportunidades (1950 y 1962).
Posteriormente, ya entrada la década del sesenta, fue dos veces tercera (1963 y 1969) de la Copa Concacaf, antecesora de la actual Copa de Oro de la Concacaf. En 1968, con el fin de mejorar el rendimiento de la selección, que nunca logró clasificar a la Copa Mundial de Fútbol, la NAVU llegó a un acuerdo con la Combined Counties Football League, una baja división del fútbol inglés, con el fin de incorporar a la selección dentro de la competición (sin posibilidad de ascenso ni descenso). Sin embargo, debido a los altos costos de trasladar a los jugadores y de establecer una cancha de fútbol en Holanda, la idea finalmente no fue concretada.

### Escisión de Aruba
En 1986, Aruba se escindió de las Antillas Neerlandesas, formando su propia selección. En 1993, se disputó el primer partido internacional de la selección de Sint Maarten, que aunque pertenecía a las Antillas Neerlandesas, formó su propia asociación afiliada a la Concacaf.

### Disolución
El 10 de octubre de 2010, y luego de años de discusión política, las Antillas Neerlandesas dejaron de existir como entidad política, obteniendo Curazao y Sint Maarten el rango de país dentro del Reino de los Países Bajos (tal como el que ostentaba Aruba desde 1986), mientras Bonaire y las otras islas menores del otrora territorio fueron incorporadas como territorio de ultramar del país europeo. Pese a la disolución, Antillas Neerlandesas continuó existiendo como tal por unas semanas debido a la participación en la Copa del Caribe de 2010. Tras un último partido frente a Surinam, la selección de fútbol de Curazao fue constituida el 9 de febrero de 2011, asumiendo el cupo de las Antillas Neerlandesas dentro de la FIFA y su historial desde marzo de 2011.

## Estadísticas

### Copa Mundial FIFA
| Copa Mundial FIFA                      | Copa Mundial FIFA                      | Copa Mundial FIFA                      | Copa Mundial FIFA                      | Copa Mundial FIFA                      | Copa Mundial FIFA                      | Copa Mundial FIFA                      | Copa Mundial FIFA                      |
| Año                                    | Ronda                                  | J                                      | G                                      | E                                      | P                                      | GF                                     | GC                                     |
| Como Colonia de Curazao y Dependencias | Como Colonia de Curazao y Dependencias | Como Colonia de Curazao y Dependencias | Como Colonia de Curazao y Dependencias | Como Colonia de Curazao y Dependencias | Como Colonia de Curazao y Dependencias | Como Colonia de Curazao y Dependencias | Como Colonia de Curazao y Dependencias |
| -------------------------------------- | -------------------------------------- | -------------------------------------- | -------------------------------------- | -------------------------------------- | -------------------------------------- | -------------------------------------- | -------------------------------------- |
| 1930 - 1954                            | No Participó                           | No Participó                           | No Participó                           | No Participó                           | No Participó                           | No Participó                           | No Participó                           |
| 1958                                   | No Clasificó                           | No Clasificó                           | No Clasificó                           | No Clasificó                           | No Clasificó                           | No Clasificó                           | No Clasificó                           |
| Como Antillas Neerlandesas             |                                        |                                        |                                        |                                        |                                        |                                        |                                        |
| 1962 - 2010                            | No Clasificó                           | No Clasificó                           | No Clasificó                           | No Clasificó                           | No Clasificó                           | No Clasificó                           | No Clasificó                           |
| Total                                  | 0/19                                   | -                                      | -                                      | -                                      | -                                      | -                                      | -                                      |

### Copa CCCF
| Copa CCCF                              | Copa CCCF                              | Copa CCCF                              | Copa CCCF                              | Copa CCCF                              | Copa CCCF                              | Copa CCCF                              | Copa CCCF                              |
| Año                                    | Ronda                                  | J                                      | G                                      | E                                      | P                                      | GF                                     | GC                                     |
| Como Colonia de Curazao y Dependencias | Como Colonia de Curazao y Dependencias | Como Colonia de Curazao y Dependencias | Como Colonia de Curazao y Dependencias | Como Colonia de Curazao y Dependencias | Como Colonia de Curazao y Dependencias | Como Colonia de Curazao y Dependencias | Como Colonia de Curazao y Dependencias |
| -------------------------------------- | -------------------------------------- | -------------------------------------- | -------------------------------------- | -------------------------------------- | -------------------------------------- | -------------------------------------- | -------------------------------------- |
| 1941                                   | Tercer lugar                           | 4                                      | 1                                      | 2                                      | 1                                      | 16                                     | 12                                     |
| 1943                                   | No participó                           | No participó                           | No participó                           | No participó                           | No participó                           | No participó                           | No participó                           |
| 1946                                   | No participó                           | No participó                           | No participó                           | No participó                           | No participó                           | No participó                           | No participó                           |
| 1948                                   | Cuarto lugar                           | 8                                      | 2                                      | 2                                      | 4                                      | 14                                     | 16                                     |
| 1951                                   | No Participó                           | No Participó                           | No Participó                           | No Participó                           | No Participó                           | No Participó                           | No Participó                           |
| 1953                                   | Cuarto lugar                           | 6                                      | 2                                      | 2                                      | 2                                      | 17                                     | 9                                      |
| 1955                                   | Subcampeón                             | 6                                      | 4                                      | 0                                      | 2                                      | 11                                     | 7                                      |
| 1957                                   | Subcampeón                             | 4                                      | 2                                      | 1                                      | 1                                      | 7                                      | 4                                      |
| Como Antillas Neerlandesas             |                                        |                                        |                                        |                                        |                                        |                                        |                                        |
| 1960                                   | Subcampeón                             | 4                                      | 2                                      | 2                                      | 0                                      | 9                                      | 7                                      |
| 1961                                   | Primera Ronda                          | 3                                      | 1                                      | 1                                      | 1                                      | 4                                      | 5                                      |
| Total                                  | 7/10                                   | 35                                     | 14                                     | 10                                     | 11                                     | 78                                     | 60                                     |

### Copa de Oro de la Concacaf
| Copa de Oro de la Concacaf | Copa de Oro de la Concacaf | Copa de Oro de la Concacaf | Copa de Oro de la Concacaf | Copa de Oro de la Concacaf | Copa de Oro de la Concacaf | Copa de Oro de la Concacaf | Copa de Oro de la Concacaf |
| Año                        | Ronda                      | J                          | G                          | E                          | P                          | GF                         | GC                         |
| -------------------------- | -------------------------- | -------------------------- | -------------------------- | -------------------------- | -------------------------- | -------------------------- | -------------------------- |
| 1963                       | Tercer lugar               | 6                          | 3                          | 0                          | 3                          | 10                         | 8                          |
| 1965                       | Quinto lugar               | 5                          | 0                          | 2                          | 3                          | 4                          | 16                         |
| 1967                       | No Clasificó               | No Clasificó               | No Clasificó               | No Clasificó               | No Clasificó               | No Clasificó               | No Clasificó               |
| 1969                       | Tercer lugar               | 5                          | 2                          | 1                          | 2                          | 9                          | 12                         |
| 1971                       | Se retiró                  | Se retiró                  | Se retiró                  | Se retiró                  | Se retiró                  | Se retiró                  | Se retiró                  |
| 1973                       | Sexto Lugar                | 5                          | 0                          | 2                          | 3                          | 4                          | 19                         |
| 1977                       | No Clasificó               | No Clasificó               | No Clasificó               | No Clasificó               | No Clasificó               | No Clasificó               | No Clasificó               |
| 1981                       | No Clasificó               | No Clasificó               | No Clasificó               | No Clasificó               | No Clasificó               | No Clasificó               | No Clasificó               |
| 1985                       | No Clasificó               | No Clasificó               | No Clasificó               | No Clasificó               | No Clasificó               | No Clasificó               | No Clasificó               |
| 1989                       | No Clasificó               | No Clasificó               | No Clasificó               | No Clasificó               | No Clasificó               | No Clasificó               | No Clasificó               |
| 1991                       | No Clasificó               | No Clasificó               | No Clasificó               | No Clasificó               | No Clasificó               | No Clasificó               | No Clasificó               |
| 1993                       | No Participó               | No Participó               | No Participó               | No Participó               | No Participó               | No Participó               | No Participó               |
| 1996                       | No Clasificó               | No Clasificó               | No Clasificó               | No Clasificó               | No Clasificó               | No Clasificó               | No Clasificó               |
| 1998                       | No Clasificó               | No Clasificó               | No Clasificó               | No Clasificó               | No Clasificó               | No Clasificó               | No Clasificó               |
| 2000                       | No Clasificó               | No Clasificó               | No Clasificó               | No Clasificó               | No Clasificó               | No Clasificó               | No Clasificó               |
| 2002                       | No Participó               | No Participó               | No Participó               | No Participó               | No Participó               | No Participó               | No Participó               |
| 2003                       | No Clasificó               | No Clasificó               | No Clasificó               | No Clasificó               | No Clasificó               | No Clasificó               | No Clasificó               |
| 2005                       | No Participó               | No Participó               | No Participó               | No Participó               | No Participó               | No Participó               | No Participó               |
| 2007                       | No Clasificó               | No Clasificó               | No Clasificó               | No Clasificó               | No Clasificó               | No Clasificó               | No Clasificó               |
| 2009                       | No Clasificó               | No Clasificó               | No Clasificó               | No Clasificó               | No Clasificó               | No Clasificó               | No Clasificó               |
| 2011                       | No Clasificó               | No Clasificó               | No Clasificó               | No Clasificó               | No Clasificó               | No Clasificó               | No Clasificó               |
| Total                      | 4/21                       | 21                         | 5                          | 5                          | 11                         | 27                         | 55                         |

## Torneos regionales de la CFU

#### Campeonato de la CFU (1978-1988)
- 1978 - No clasificó
- 1979 a  1981 - No participó
- 1983 - No clasificó1
- 1985 a  1988 - No participó

#### Copa del Caribe
- 1989 - Fase final (4° lugar)
- 1990 - Torneo abandonado
- 1991 - No participó
- 1992 - No clasificó
- 1993 - Retiro
- 1994 - No participó
- 1995 - No clasificó
- 1996 - Retiro
- 1997 - No clasificó
- 1998 - Fase final (7° lugar)
- 1999 - No clasificó
- 2001 - No participó
- 2005 - Retiro
- 2007 a  2010 - No clasificó

Posteriormente véase Selección de fútbol de Curazao

## Historial de enfrentamientos
Los siguientes partidos se jugaron bajo la denominación de Antillas Neerlandesas (del 16 de diciembre de 1946 al 18 de agosto de 2011).

Actualización al 31 de mayo del 2012
| Nación               | J   | G  | E  | P  |
| -------------------- | --- | -- | -- | -- |
| Haití                | 18  | 1  | 4  | 13 |
| Trinidad y Tobago    | 17  | 1  | 6  | 10 |
| Surinam              | 16  | 5  | 4  | 7  |
| El Salvador          | 16  | 1  | 4  | 11 |
| Costa Rica           | 15  | 3  | 1  | 11 |
| México               | 12  | 2  | 3  | 7  |
| Jamaica              | 10  | 4  | 3  | 7  |
| Honduras             | 10  | 2  | 4  | 4  |
| Cuba                 | 9   | 6  | 1  | 2  |
| Antigua y Barbuda    | 9   | 5  | 2  | 2  |
| Guatemala            | 9   | 2  | 5  | 2  |
| Nicaragua            | 7   | 6  | 0  | 1  |
| Panamá               | 7   | 4  | 1  | 2  |
| Venezuela            | 6   | 3  | 1  | 2  |
| Guyana               | 6   | 1  | 1  | 4  |
| Puerto Rico          | 4   | 4  | 0  | 0  |
| Granada              | 4   | 1  | 3  | 0  |
| Estados Unidos       | 4   | 0  | 2  | 2  |
| Aruba                | 2   | 1  | 1  | 0  |
| República Dominicana | 2   | 0  | 1  | 1  |
| Países Bajos         | 2   | 0  | 1  | 1  |
| Santa Lucía          | 1   | 0  | 1  | 0  |
| San Vicente          | 1   | 0  | 1  | 0  |
| Argentina            | 1   | 0  | 0  | 1  |
| Barbados             | 1   | 0  | 0  | 1  |
| Bermudas             | 1   | 0  | 0  | 1  |
| Islas Caimán         | 1   | 0  | 0  | 1  |
| Total                | 191 | 52 | 50 | 89 |